# خرچنگ حرای پاکستان
خرچنگ حرای پاکستان (نام علمی: Scylla tranquebarica) نام یک گونه از تیره خرچنگ‌ها شناگر است.